# 董晓宇
董晓宇（1969年1月—），男，汉族，河北保定人。1987年8月参加工作，1992年3月加入中国共产党。河北省委党校济管理专业毕业，在职研究生学历。中华人民共和国政治人物，第十三届全国人民代表大会河北地区代表。

## 简历
2009年2月，任中共涿州市委副书记、市长。2011年8月，任中共曲阳县委书记。2013年4月，任廊坊市副市长。2013年8月，任中共衡水市常委、常务副市长。2015年11月，任中共邢台市委副书记、代市长，2016年2月当选市长。2018年2月24日，当选为第十三届全国人大代表。
2021年3月，任中共承德市委书记。同年12月，升任中共河北省委常委、秘书长。
2022年7月，任中共河北省委常委、政法委书记。当月，兼省公安厅党委书记、厅长。

## 2016年邢台洪灾
2016年7月19日至21日，邢台市发生洪水灾害。由连续强降雨所引发的洪水造成邢台市大范围受灾，灾情涉及邢台市境内所有县、市、区。特别是7月19日夜间，七里河发生洪水决堤，进入包括东汪镇大贤村在内的12个村庄，造成多名人员死亡或失踪，灾情极为严重。截至7月24日7点统计，洪灾已造成邢台市130人死亡，110人失踪，河北受灾人口达904万。
7月23日晚间，邢台市市长董晓宇在召开的新闻发布会上承认政府对此次短时强降雨强度预判不足，对洪灾的应急能力不足，灾情统计、核实、上报不准确不及时，对此深刻反思并向遇难者亲属、受灾群众以及公众道歉。